# الغلاف البيئي

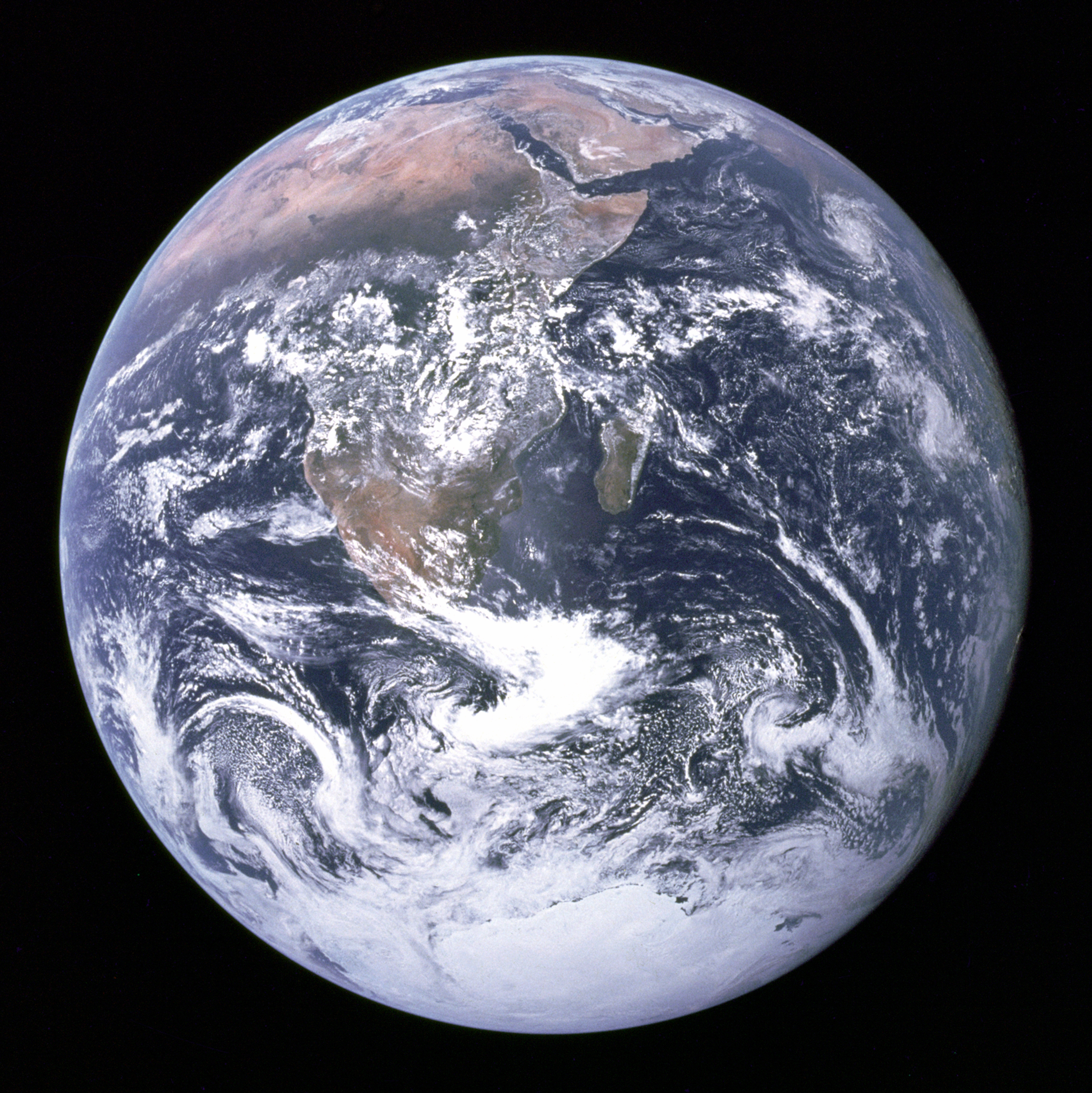

الغلاف البيئي (بالإنجليزية: ecosphere planetary)‏هو نظام بيئي مغلق على كوكب الارض. في النظام البيئي العالمي تتفاعل اشكال مختلفة من الطاقة والمادة باستمرار لتشكيل مظاهر كوكب الأرض ويؤدي تفاعل القوى الاساسية الاربعة: قوة الجاذبية والقوة الكهرومغناطيسية والقوة النووية الصغرى والقوى النووية الكبرى لتكوين أنواع مختلفة من التصنيفات والطبقات. ويشار إلى ان هذه تراكم الطبقات تكون الكرة الارضية وهي تتفاوت من مكان إلى آخر.

## مكونات الغلاف البيئي
- الغلاف الصخري
- الغلاف المائي
- الغلاف الجوي
- الغلاف الحيوي
- الغلاف المغناطيسي "المكون من المجال المغناطيسي "